# Жилет

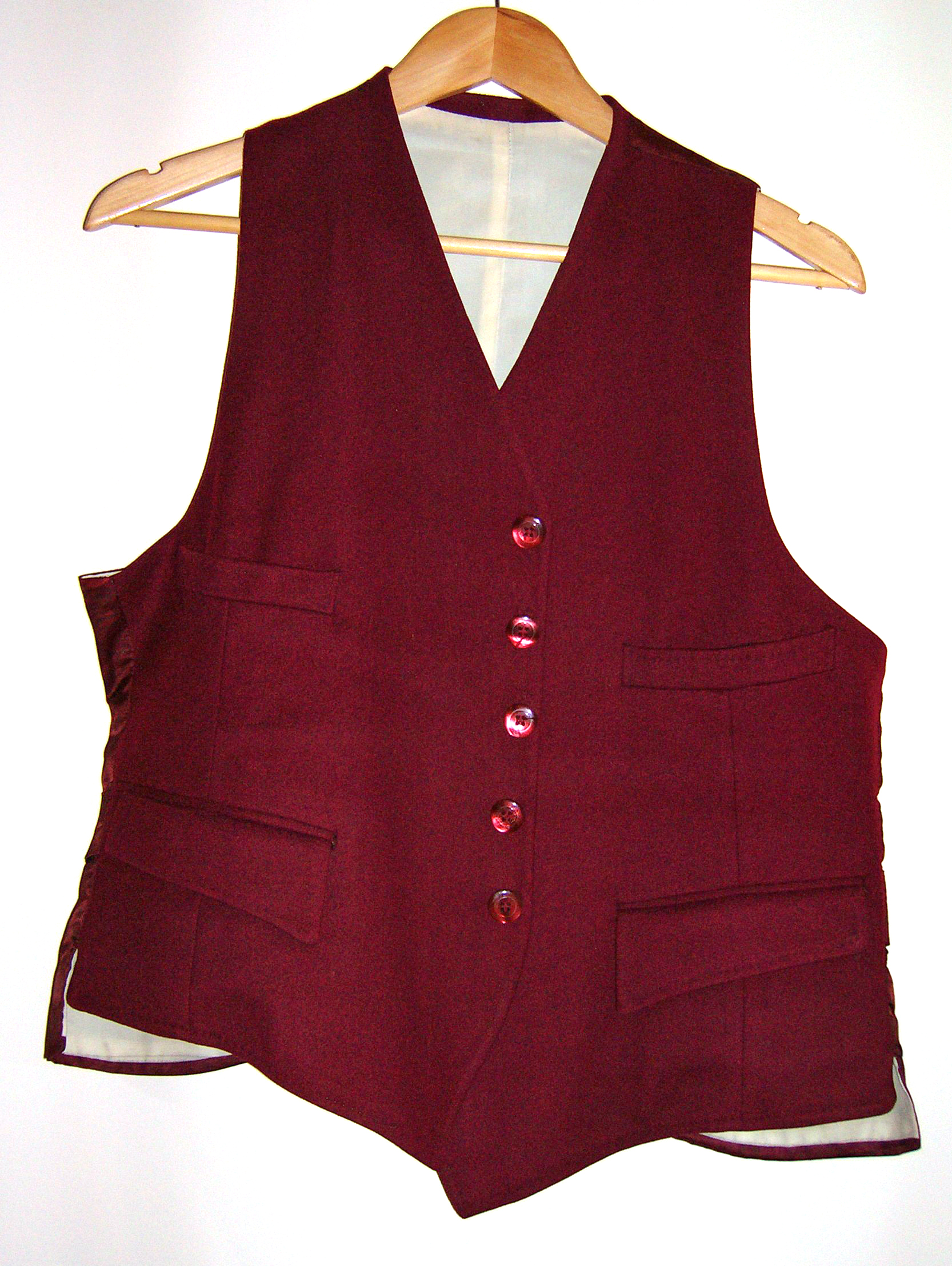
Жилет

Жиле́т, жиле́тка (від фр. gilet), також камізе́лька (пол. kamizelka < італ. camisiola < лат. camisia) — вид чоловічого (рідше жіночого) верхнього одягу без коміра та рукавів, який одягають під піджак чи інший верхній одяг (фрак, смокінг). Складовий елемент класичного костюму-«трійки».

## Опис
Жилети походять від раніших пурпуенів або ж від елемента перського костюма. У чоловічому гардеробі в Європі жилети з'явилися у XVII ст., приблизно після 1666 року, а початок їхньої популярності пов'язують з королем Карлом ІІ Стюартом, який після лондонської пожежі приписав носити цей скромний одяг придворним замість розкішних французьких костюмів. Вони перший час співіснували з ширшими й довшими камзолами та жустокорами, і довжиною сягали колін. Ранні жилети мали рукави, а носили їх під жустакором. Сучасне вживання слова «жилет» йде від Людовика XVI, який постановив так називати обтяжний піджак без рукавів, застібуваний на ґудзики попереду.

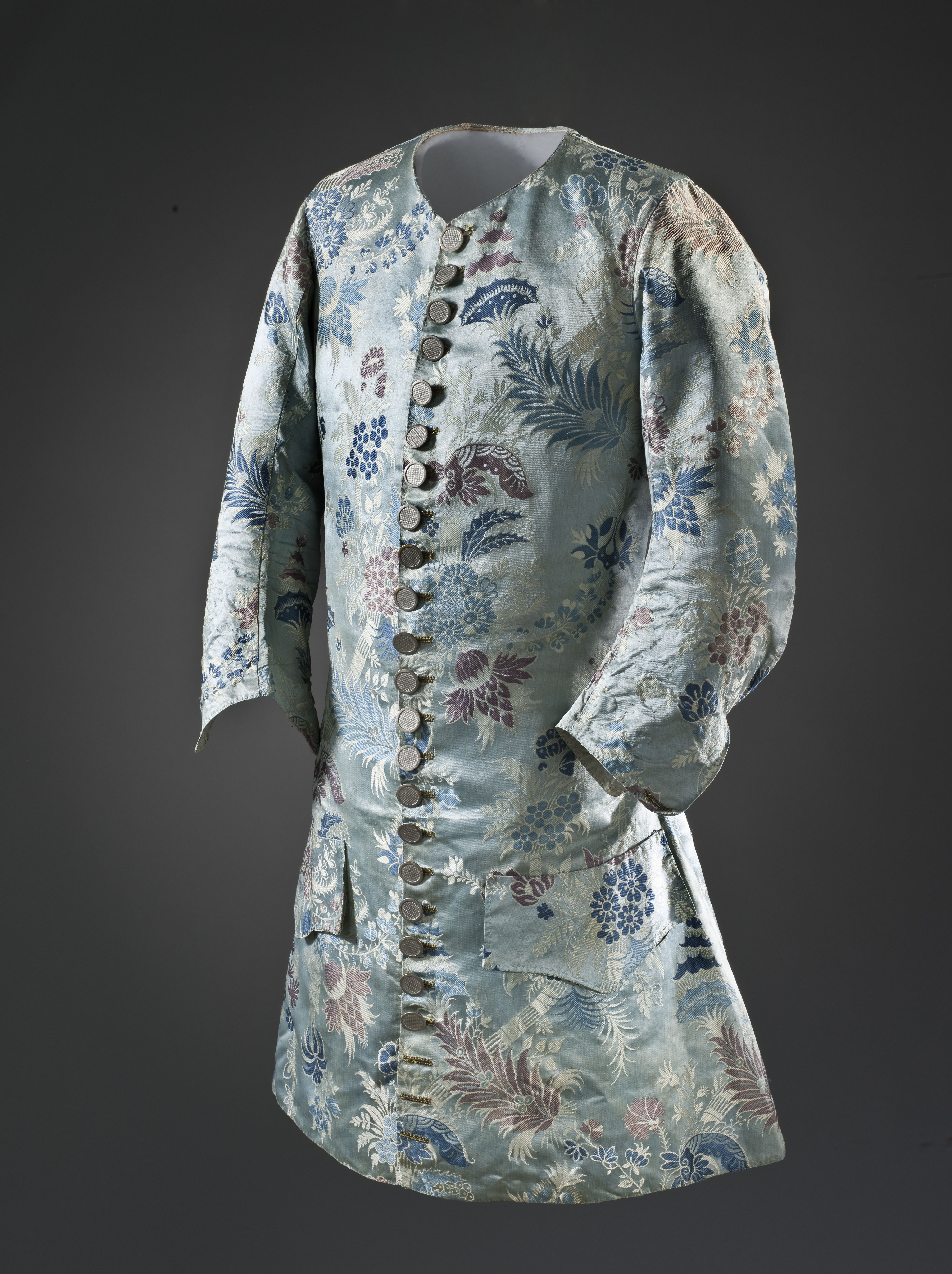
Шовковий жилет з рукавами. Франція, бл. 1715
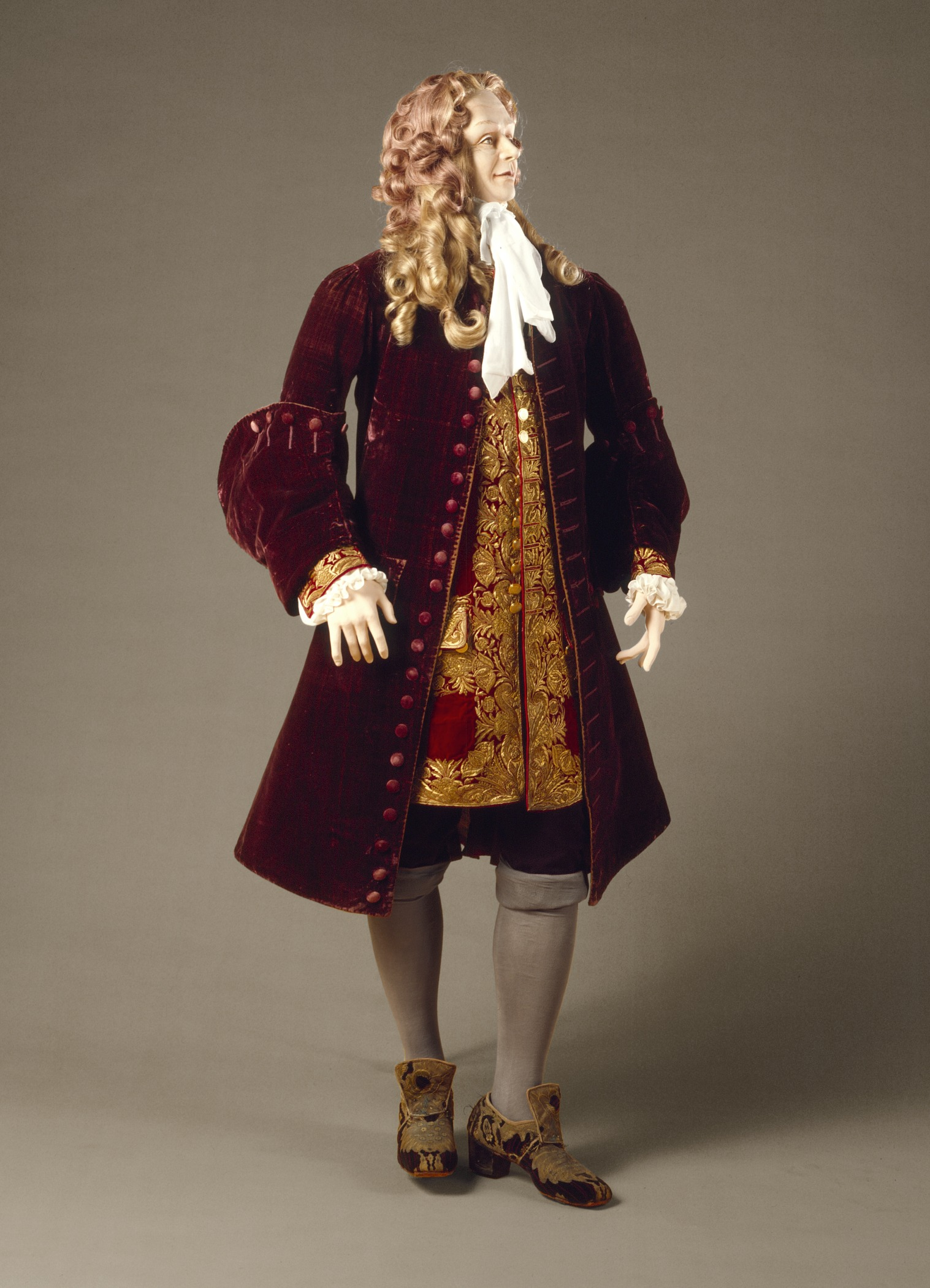
Жилет під жустакором. Німеччина, 1720–1730
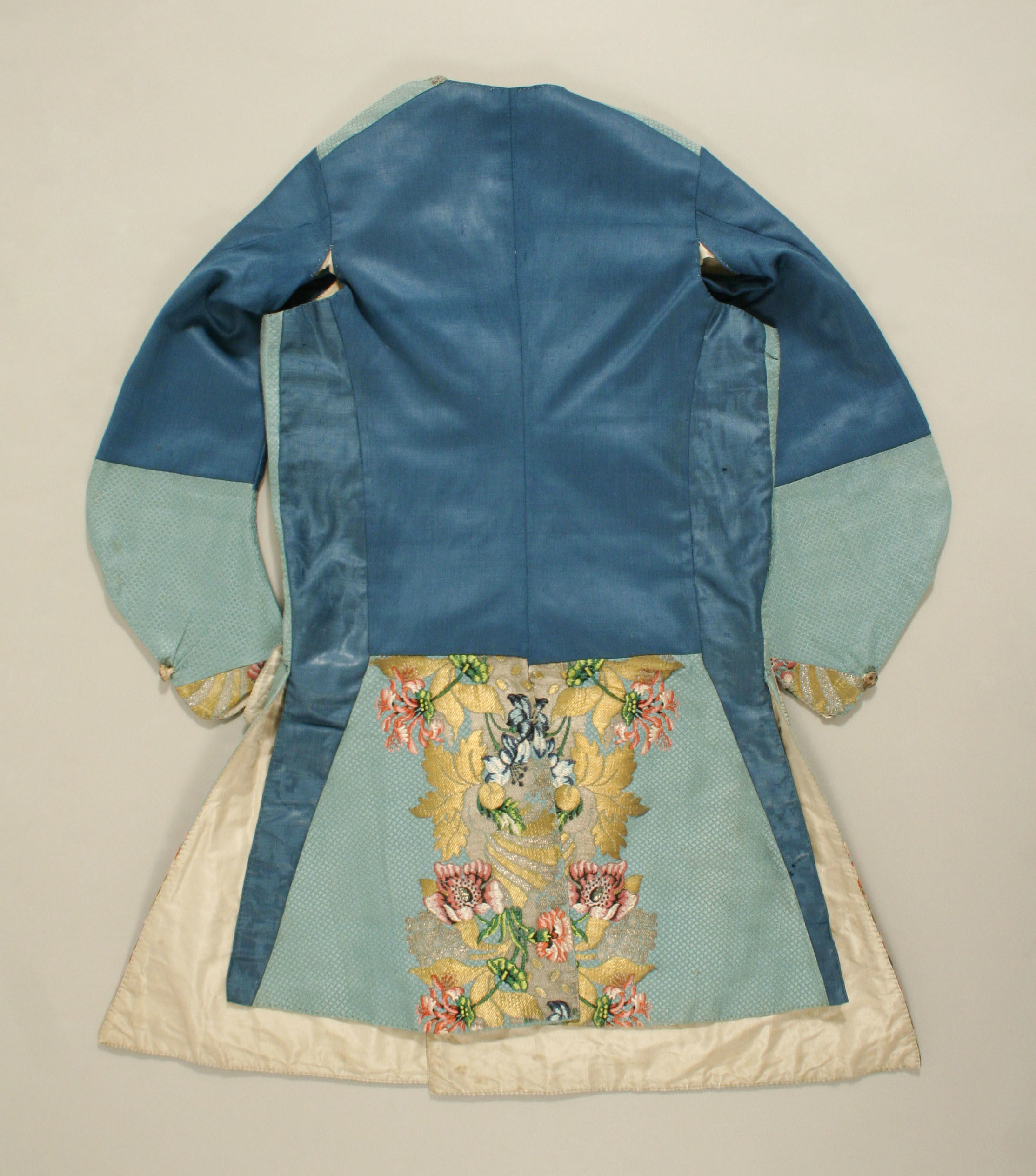
Задня частина жилета з рукавами середини XVIII ст. Англія, 1747
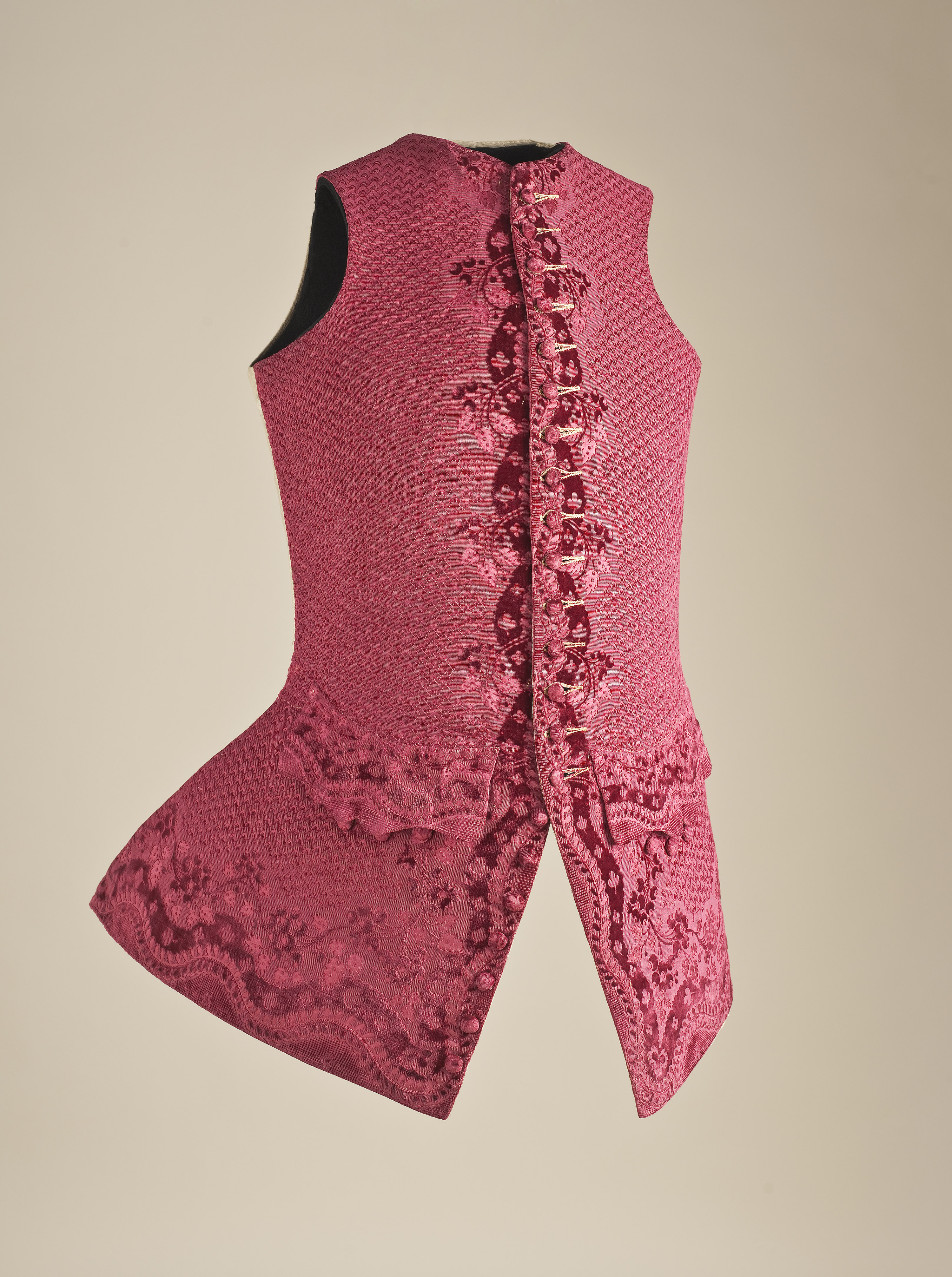
Шовковий чоловічий жилет без рукавів. Франція, 1750
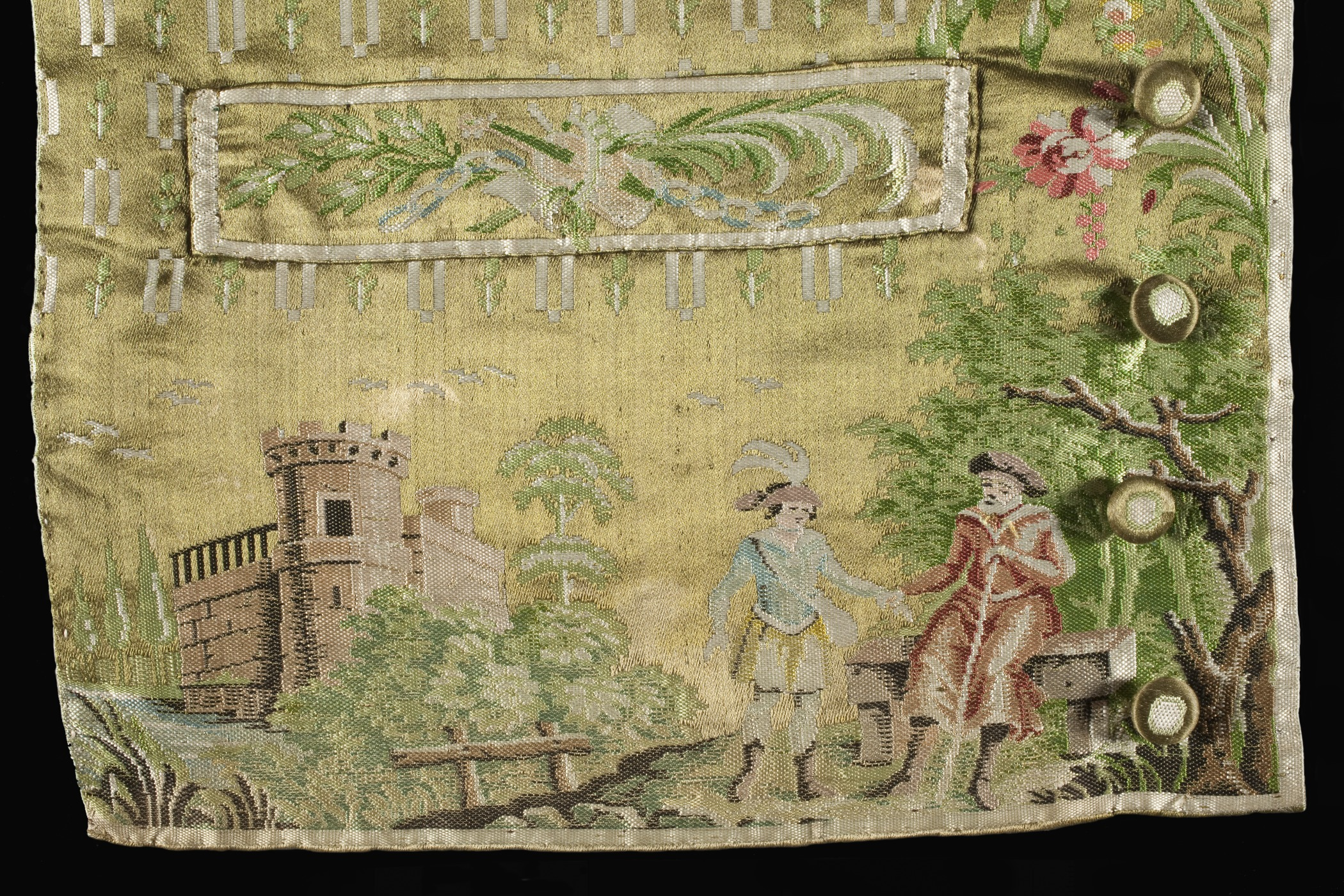
Оздоблення жилета 1785 року. Видна кишеня і обтягнуті тканиною ґудзики

## Різновиди жилетів

### На Надсянні
На території Надсяння, де була так звана "Яворівська мода", безрукавки мали знизу пришиті лапці (брижі), так звані "турецькі огірки", та називались станиками.

## Спеціальні жилети
- Сигнальний жилет[pl] — елемент спецодягу співпрацівників служби безпеки дорожнього руху (ДДАІ).
- Жилет дорожнього робітника — елемент спецодягу робітників дорожніх служб
- Бронежилет — елемент захисного одягу, призначений для захисту від уражень з вогнепальної та холодної зброї
- Розвантажувальний жилет — елемент одягу, призначений для комфортного носіння великої кількості дрібних речей
- Рятувальний жилет — засіб для підтримання людини на плаву